# Championnats panaméricains de cyclo-cross 2023
Navigation
Édition précédente Édition suivante
Les championnats panaméricains de cyclo-cross 2023 se déroulent le 5 novembre 2023, à Missoula dans le Montana, aux États-Unis.

## Résultats

### Hommes
| Épreuves        | Or             | Argent        | Bronze           |
| --------------- | -------------- | ------------- | ---------------- |
| Élites          | Eric Brunner   | Scott Funston | Gage Hecht       |
| Moins de 23 ans | Ian Ackert     | Luke Valenti  | Jules Van Kempen |
| Juniors         | David Thompson | Henry Coote   | Luke Walter      |

### Femmes
| Épreuves        | Or                | Argent                  | Bronze         |
| --------------- | ----------------- | ----------------------- | -------------- |
| Élites          | Isabella Holmgren | Clara Honsinger         | Katie Clouse   |
| Moins de 23 ans | Lauren Zoerner    | Ava Holmgren            | Jenaya Francis |
| Juniors         | Rafaëlle Carrier  | Vida Lopez De San Roman | Jorja Bond     |

## Tableau des médailles
| Rang  | Nation     | Or | Argent | Bronze | Total |
| ----- | ---------- | -- | ------ | ------ | ----- |
| 1     | États-Unis | 3  | 4      | 5      | 12    |
| 2     | Canada     | 3  | 2      | 1      | 6     |
| Total | Total      | 6  | 6      | 6      | 18    |